# Vua thứ 24
Vua thứ 24 là một nhà vua Maya ở thành phố Tikal. Ông tại vị vào khoảng năm 645. Thông tin của ông và người tiền nhiệm là vua thứ 23 rất khan hiếm. K'inich Muwaan Jol II được xem là ứng cử viên sáng giá nhất cho vị trí nhà vua thứ 23 hoặc 24 vì có thể là cha của Nuun Ujol Chaak.